# Albin Moroder

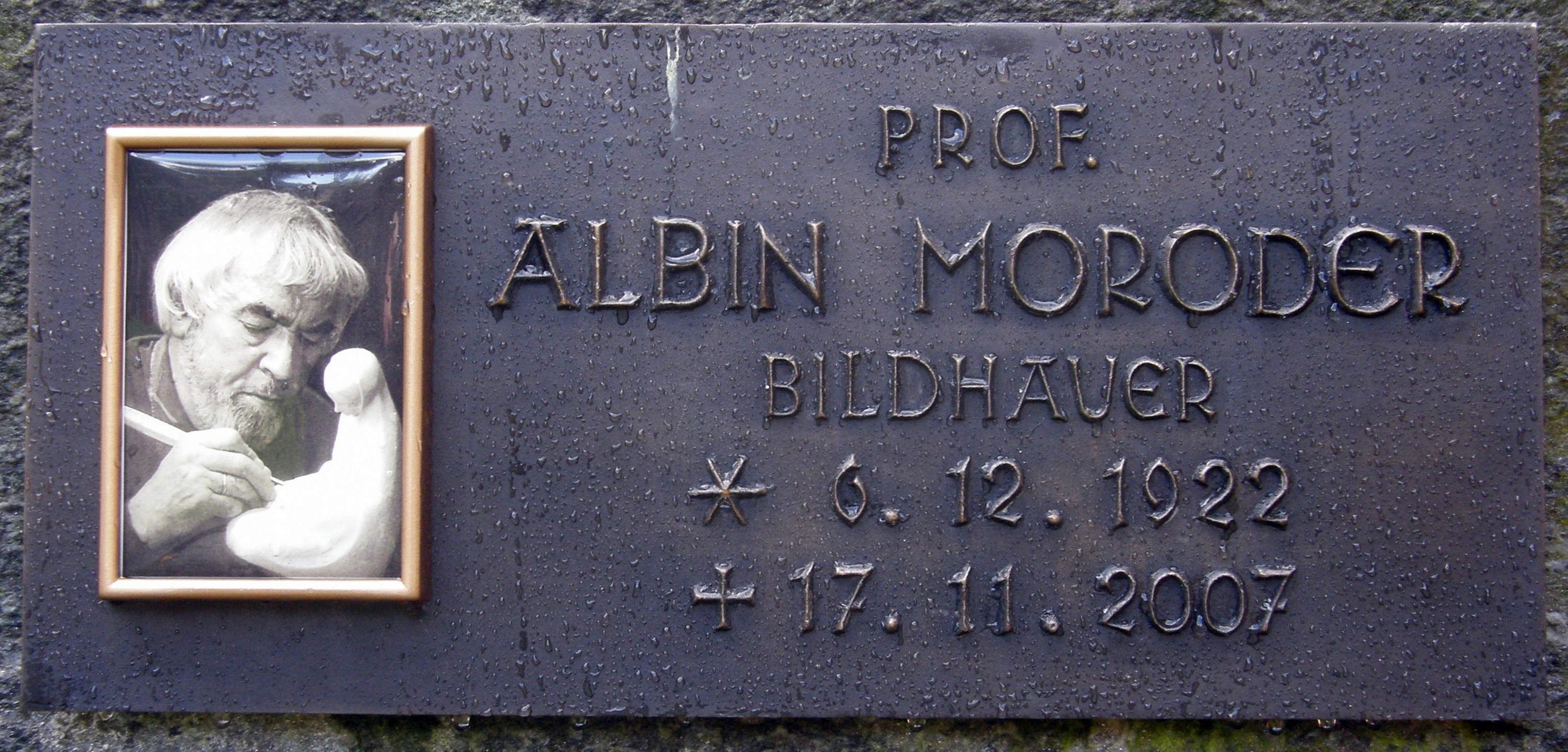
Grabplatte mit Porträt auf dem Waldfriedhof Mayrhofen

Albin Moroder (* 6. Dezember 1922 in Schlitters im Zillertal; † 17. November 2007 in Mayrhofen) war ein österreichischer Bildhauer.

## Leben und Werk
Albin Moroder war der zweite Sohn von Otto Moroder und Anna Moroder, geb. Knottner, sowie ein Enkel des Künstlers Josef Moroder Lusenberg (1846–1939).

## Leben
Aufgewachsen in Schlitters im Zillertal zog die Familie im Jahr 1927 in ein vom Vater neu erbautes Haus in Mayrhofen.
Weil bereits sein älterer Bruder Klaus als Holzbildhauer bei dem Vater in die Lehre ging, konnte der Vater den Sohn Albin, der ebenfalls diesen Beruf anstrebte, zu einer höheren Ausbildung in der Peter-Anich-Gewerbeschule in Innsbruck bei Hans Pontiller anmelden. Nach halbjährigem Schulbesuch brach Albin Moroder die Ausbildung jedoch ab, weil er sich zu wenig betreut fühlte, und absolvierte eine Holzbildhauerlehre innerhalb der Familie. Zeitweise wurde er dabei zusammen mit seinen beiden Brüdern Klaus und Rudolf von einem Professor für Anatomie der Universität Innsbruck in bildhauerischer Anatomie unterrichtet.
Schon früh verspürte Albin Moroder in seinem Schaffen „das Bedürfnis, alles zu vereinfachen und moderner zu gestalten“. So hat er modernere, aber immer gegenständliche Figuren geschaffen, die er auch bei Ausstellungen in Wien, Paris, London und Salzburg zeigte.
Eins seiner Hauptmotive war das Kruzifix.
Als Material seiner Arbeiten verwendet er vor allem Holz, aber auch Bronze.
1945 heiratete er in erster Ehe Erika Kuss. Aus dieser Verbindung entstanden insgesamt fünf Kinder: Gisela, Beate, Rainer, Patrick und Catrin. Nach dem Tod seiner ersten Frau ehelichte er seine zweite Frau Christina.
Als junger Ehemann mit bereits drei Kindern hatte er 1948 die Möglichkeit, zu einem Studienaufenthalt nach England zu gehen. Hier lernte er Henry Moore kennen, mit dem er auf Moores Einladung einige Zeit in dessen Atelier zusammenarbeitete.
Moroder betätigte sich auch als Sänger und Musiker. Als Minnesänger Moroder veröffentlichte er 1986 eine Langspielplatte mit dem Titel Lieder von Herz zu Herz. Das Lied Blumen der Liebe wurde als Single ausgekoppelt.
Die Bronzeskulptur „Trauer – Hoffnung – Zuversicht“ wurde 2002 im Auftrag der Gemeinde Mayrhofen und vor der dortigen Kirche auf der Fläche des ehemaligen Kirchhofs aufgestellt.
Albin Moroder war bis zu seinem Tode noch schöpferisch tätig und überreichte in einer Privataudienz im November 2005 Papst Benedikt XVI. ein Kruzifix. Morodors Grab befindet sich auf dem Waldfriedhof Mayrhofen.

## Auszeichnungen
Am 14. Februar 1994 verlieh ihm der österreichische Bundespräsident den Titel Professor.

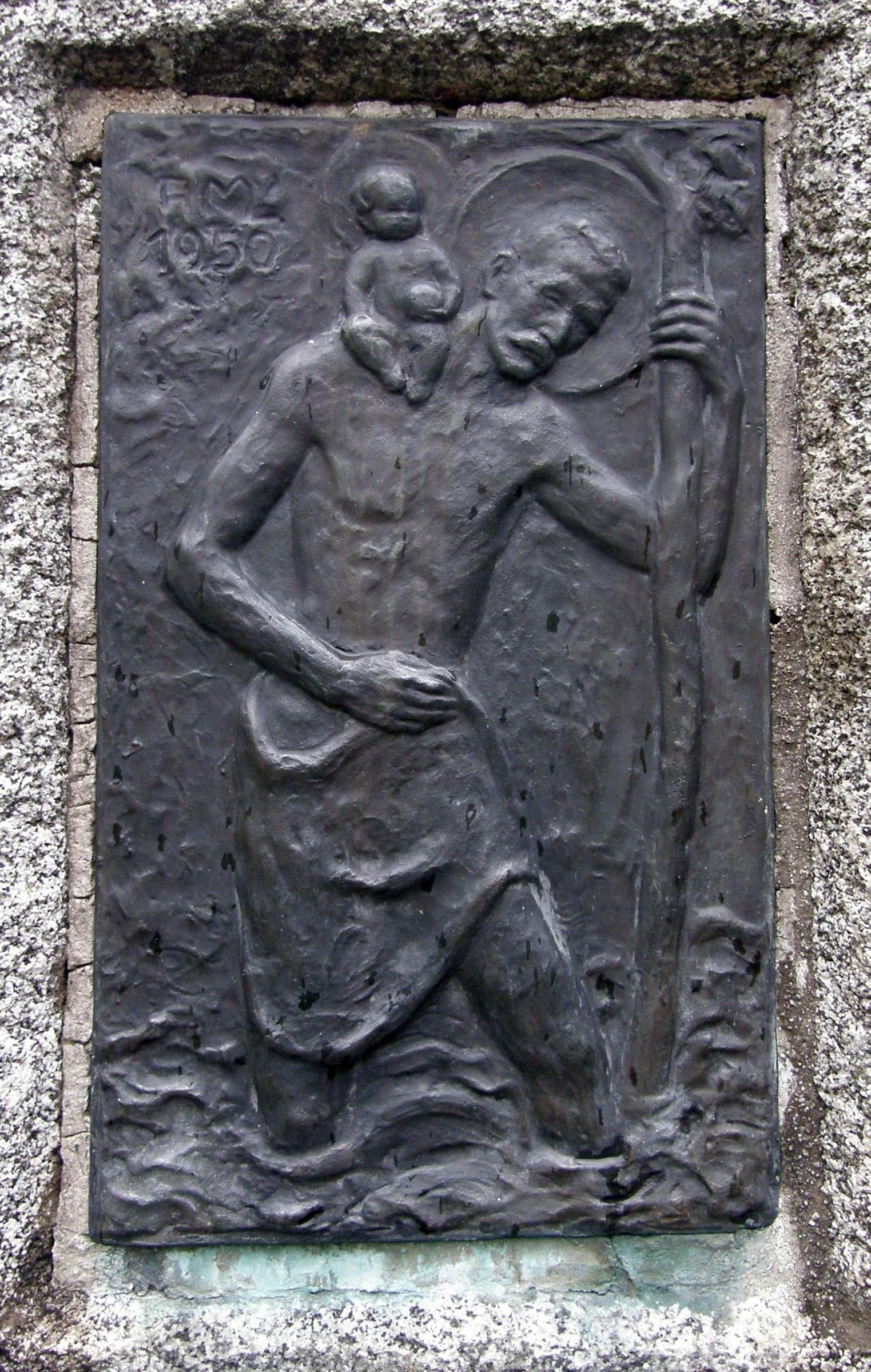
1950 geschaffenes Christopherus-Relief
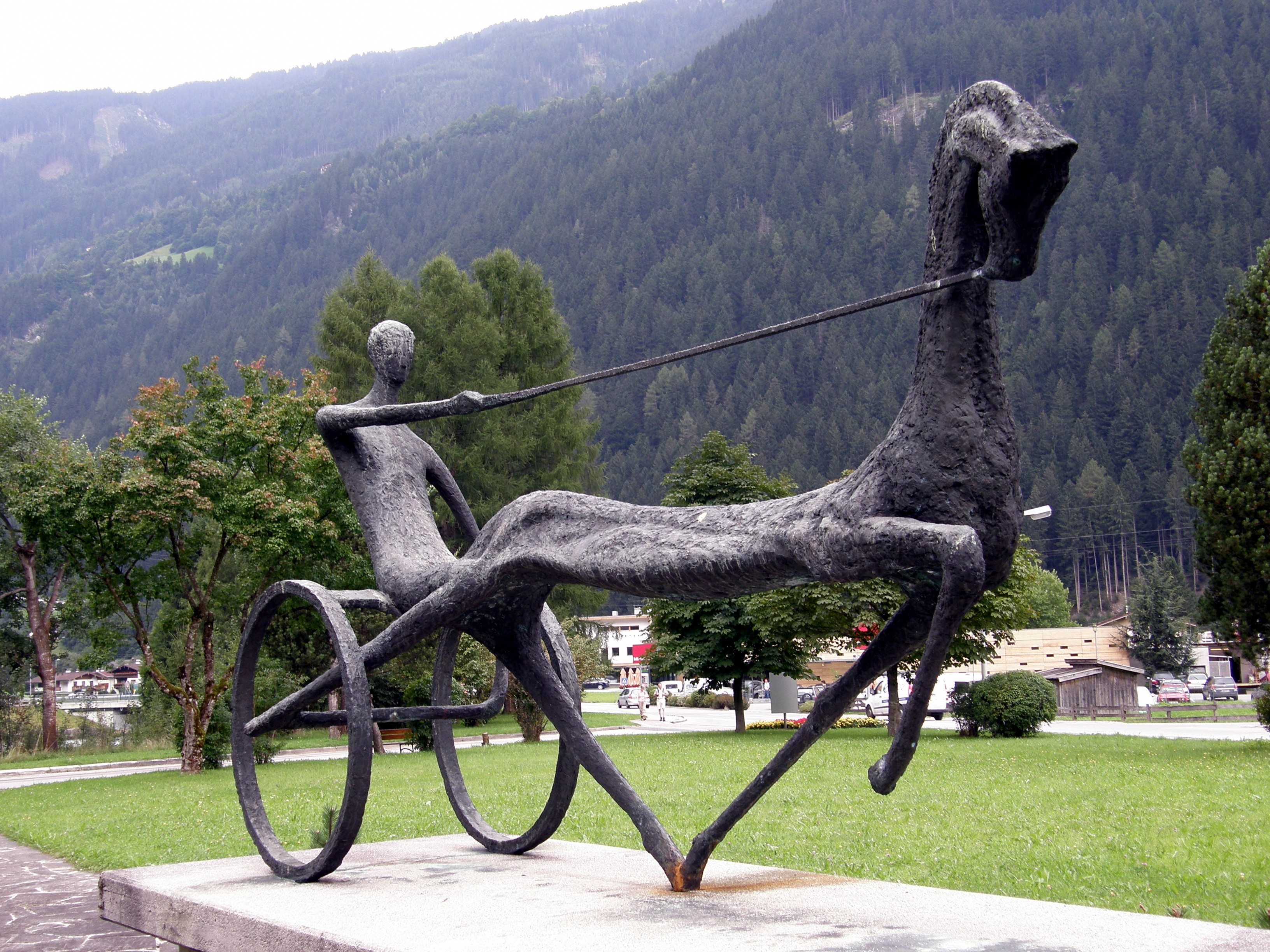
Skulptur „Gezügelte Kraft“ von 1970/71
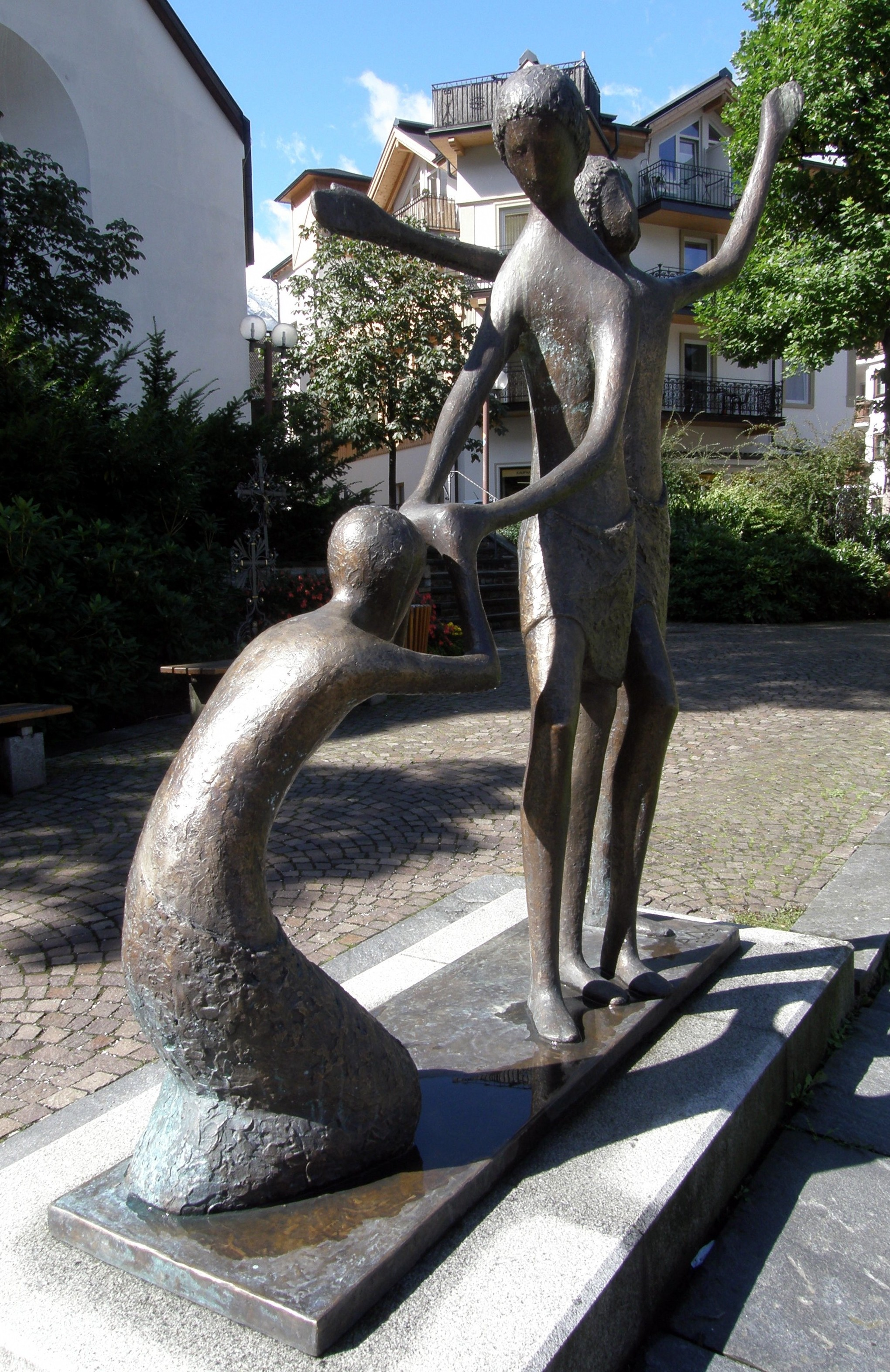
Skulptur „Trauer - Hoffnung - Zuversicht“ von 2002